# 新潟県立新潟盲学校
新潟県立新潟盲学校（にいがたけんりつ にいがたもうがっこう）は、新潟県新潟市中央区山二ツ三丁目にあった公立特別支援学校。
1907年に新潟鍼灸治組合所属中林吉四郎らの動きがきっかけとなり、荒川柳軒、鏡渕九六郎、長谷川一詮、前田恵隆の4人が創立した。幼稚部、小学部、中学部、高等部の4学部構成で、高等部は普通科と理療科の2科に分かれる。また、理療科は本科保健理療科と、その上級課程の専攻科理療科からなる。
2006年3月31日に閉校した新潟県立高田盲学校の小・中学部が新潟県立上越養護学校（現新潟県立上越特別支援学校）内に当校の高田分校として新たに開設され、高等部は当校に統合された。しかし、高田分校は、2012年4月1日より休校、2013年3月31日をもって閉校した。
本校も新潟県立新潟聾学校と統合し、2022年4月1日に新潟県立新潟よつば学園が新設された。

## 教育目標
- 確かな判断力と、明るく健康で、粘り強い心身の育成

## 重点目標
- 社会について広く深く理解し、確かな判断力をもち、力強く生きていく児童生徒を育てる。
- 確実な基礎学力をもち、豊かな専門的知識技能を求め自ら鍛えていこうとする児童・生徒を育てる。
- 心身ともに健康で、たくましい活力にあふれた児童生徒を育てる。

## 沿革
- 1907年（明治40年）7月17日 - 設立許可が下りる
- 1907年（明治40年）10月10日 - 新潟市医学町通1番町に「私立新潟盲唖学校」として開校[3]。以後、同日を創立記念日とする
- 1910年（明治43年） - 新潟市西堀通3番町に移転[3]
- 1922年（大正11年） - 「新潟県立新潟盲学校」に改称
- 1930年（昭和5年） - 新潟市関屋金鉢山町53に移転[3]
- 1937年（昭和12年）6月12日 - ヘレン・ケラーが来校
- 1963年（昭和38年） - 新潟市山二ツに移転[3]
- 1997年（平成9年）10月12日 - 創立90周年記念式典を挙行
- 2022年（令和4年）4月1日 - 新潟県立新潟よつば学園に統合[2]

## 学校行事
- 4月
  - 離任式、新任式、入学式、始業式
  - 舎・新入舎生歓迎会
- 5月
  - 高等部修学旅行
  - 春の遠足
  - 演劇鑑賞教室
- 6月
  - 北信越盲学校フロアーバレーボール大会
  - 北陸地区弁論大会
- 7月
  - 舎・寄宿舎創立記念日
  - 北信越盲学校グランドソフトボール大会
  - 1学期終業式
- 8月
  - 全国野球大会
- 9月
  - マラソン大会
  - 小・中等部修学旅行
- 10月
  - 生徒会行事
  - 進路講話
- 11月
  - 北信越柔道大会
  - 創立記念日
- 12月
  - 2学期終業式
- 2月
  - 校内音楽会
- 3月
  - 舎・退舎生を祝う会
  - 卒業式